# Худогийн Пэрлээ
Худогийн Дамдины Пэрлээ (монг. Хөдөөгийн Пэрлээ; 1911—1982) — монгольский учёный, историк, первый монгольский археолог, поэт, прозаик, переводчик. Член Монгольской академии наук (с 1967). Доктор исторических наук (1978). Лауреат Государственной премии Монголии (1991).

## Биография
Родился в 1911 году в хошуне Жонон-бэйсэ Сэцэн-ханского аймака Автономной Монголии (ныне сомон Биндэр аймака Хэнтий). 1926—1928 год учился в средней школе хошуна Жонон-бэйсъ.
В 1929 году окончил педагогическое училище. В 1929—1937 годах учительствовал, работал директором начальной школ в Хэнтэйском и Архангайском аймаках. В 1937 году был репрессирован и приговорен к 10 годам лишения свободы. В 1941 году — освобождён, в 1956 году реабилитирован.
С 1941 года работал научным сотрудником в Научном комитете (ныне Монгольская академия наук) и более 40 лет проработал научным сотрудником и заведующим отделом Института истории Монголии. В 1945—1949 годах заочно обучался в Монгольском университете, получил специальность историка.
В 1957 году окончил аспирантуру Института востоковедения СССР, в 1959 году получил первую научную степень по истории Китая. В 1962 году Х. Пэрлээ был избран членом Постоянного комитета Всемирной ассоциации истории предков.
В 1967 году — член Академии наук Монголии. В 1978 году защитил докторскую диссертацию на тему «Некоторые вопросы истории кочевых цивилизаций древних монголов».

## Научная деятельность
На основе материалов, собранных историческим кабинетом Комитета наук за 19 лет и сведений российских учёных, работавших в стране с XVIII века, в 1941 году Х. Пэрлээ начал создавать «Археологическую картотеку Монгольской Народной Республики», которая впоследствии несколько раз обновлялась. В 1942 году Х. Пэрлээ был создан план расположения археологических памятников правого берега реки Хуйтний-Гол и горы Авдар-Уул сомона Авдарбаян Центрального аймака, там же были раскопаны и изучены несколько могил. Публикация итогов этих работ явилась первым научным трудом монгольского учёного, исследовавшего самостоятельно археологические памятники своей страны.
В 1948—1949 годах на территории МНР работала совместная Монголо-Советская экспедиция под руководством профессора С. В. Киселёва и Х. Пэрлээ, которая, проводя раскопки Каракорума и Хара-Балгаса выявила торгово-ремесленный квартал и остатки дворцов. Ими также было изучено большое количество могил древних племён, проживавших в долине реки Орхон.
Один из первых монгольских учёных, сыгравших ключевую роль в превращении страны в мировой центр монгольских исследований, благодаря быстрому развитию и представлению монголоведческих исследований в зарубежных странах, а не только в Монголии. Он первый исследователь в Монголии, получивший учёную степень. Термин «монголы трёх рек» впервые им был введен в монгольскую и мировую историческую науку. Является одним из основоположников многих дисциплин, таких как изучение монет Монголии, марок и источниковедение.

## Творчество
Литературную деятельность начал в 1929 году. Автор сборников рассказов «Среди народа» (1955), «Намжил и Ванжил» (1965), сборников стихов «Монголы любят мир» (1961) и других произведений.
Занимался переводами. Перевёл на монгольский язык «Слово о полку Игореве». Первым перевел на монгольский «Завещание» (1939) и ряд других стихотворений Т. Шевченко.

## Избранные труды
- «Об археологических работах, проведённых на реке Хутний, сум Авдарбаян, Тувский аймак» (1942)
- «Археологическое значение в изучении древней монгольской племенной истории» (1956)
- «О ритуалах захоронения умерших древними монголами» (1956)
- «О дореволюционной истории Монголии» (1958)
- «Монголы Онон Херлена» (1959)
- «Краткий обзор археологических исследований монгольского народа» (1963)
- «Отношение к истории Великого переселения выходцев из Древней Монголии» (1966)
- «Монголия и ханства до образования монгольского феодального государства» (1966)
- «О раннесредневековых городах монгольского народа» (1966)
- «Прослеживание устной истории монголов трёх рек» (1969)
- «Краткая история Хентийского аймака» (1973)
- «Изучение происхождения монгольского народа с печатью» (1975)
- «В поисках древнейших предков монгольских провинций среди древних кочевников» (1977)
- «Об исследовании происхождения и эволюции каменной статуи человека» (1977)
- «Дорноговь аймгийн Даланжаргалан сумын Туяа нэгдлийн түүхийн найруулал» (1980)
- Учебник по истории Монгольской Народной Республики (1967, 1981).

## Награды
- Орден Полярной звезды (дважды)
- Орден Трудового Красного Знамени
- Государственная премия Монголии.